# Mama Do (Uh Oh, Uh Oh)
Mama Do (Uh Oh, Uh Oh)는 잉글랜드의 가수 픽시 로트의 노래로, 그녀의 첫 정규 음반 Turn It Up(2009)에 수록되어 있다. 매즈 하우게와 필 소낼리가 작사·작곡과 프로듀싱 등에 참여하였다. 2009년 6월 6일 디지털 음원으로 발매되었으며, 이틀 후인 6월 8일 CD에 음반의 타이틀곡 발매되었다. 영국 싱글 차트에서 1위를 기록하였으며, 이로 인해 로트는 브리트니 스피어스와 함께 가장 어린 나이에 싱글로 영국 차트 1위를 달성한 뮤지션이 되었다.

## 곡 목록
| - CD single 1. "Mama Do (Uh Oh, Uh Oh)" – 3:19 2. "Want You" – 3:59 - iTunes single 1. "Mama Do (Uh Oh, Uh Oh)" – 3:18 2. "Use Somebody" – 3:06 | - iTunes EP 1. "Mama Do (Uh Oh, Uh Oh)" (Linus Loves Vocal) – 4:55 2. "Mama Do (Uh Oh, Uh Oh)" (Bimbo Jones Vocal) – 7:04 3. "Mama Do (Uh Oh, Uh Oh)" (T2 Remix) – 5:05 4. "Mama Do (Uh Oh, Uh Oh)" (Donae'o Remix Radio Edit) – 3:42 |